# La vita agra
La vita agra és una pel·lícula italiana del 1964 dirigida per Carlo Lizzani i basada en la novel·la homònima de Luciano Bianciardi. El 2008 la pel·lícula fou seleccionada per entrar en la llista dels 100 film italiani da salvare.

## Sinopsi
Luciano Bianchi (Ugo Tognazzi), un intel·lectual d'una província italiana, es trasllada a la metròpoli de Milà amb un propòsit: volar el palau d'una gran companyia per a venjar la mort de quaranta-tres miners. Però, sense adonar-se, Luciano serà derrotat pel ritme frenètic de la gran ciutat, pel consumisme i pel arribismo de la classe mitjana. Ni tan sols l'amor per la jove comunista romana Anna (Giovanna Ralli) el salvarà de la seva derrota intel·lectual.

## Repartiment
- Ugo Tognazzi - Luciano Bianchi
- Giovanna Ralli - Anna
- Nino Krisman - El cap
- Giampiero Albertini - Libero
- Rossana Martini - Mara
- Elio Crovetto - Carlone
- Enzo Jannacci - El cantant de ballades
- Paola Dapino - Iolanda
- Pippo Starnazza - El llibreter
- Maria Pia Arcangeli - L'editorialista
- Augusto Bonardi - el propagandista
- Antonio Bruno - El superintendent de policia
- Pupo De Luca - Don Torneri, el sacerdot